# Ieremia Golia
Ieremia Golia, poreclit „Cernăuțanul”, a fost un boier moldovean ce a îndeplinit rangul de pârcălab al Hotinului și care a rămas în istorie prin trădarea domnului Ioan Vodă cel Viteaz (1572–1574).

## Exilul și numirea ca pârcălab al Hotinului
Nemulțumit de supunerea față de polonezi a domnului Bogdan Lăpușneanu (1568–1572) și temându-se de introducerea catolicismului, boierul Ieremia Golia a părăsit Principatul Moldovei și s-a alăturat lui Ioan Armeanul, pretendent la tron și pretins fiu al lui Ștefăniță Vodă (1517–1527). Scriitorul Bogdan Petriceicu Hasdeu, autorul unei lucrări istorice intitulate Ioan Vodă cel Cumplit (1865), îl considera „un amic devotat și nedespărțit” al viitorului domnitor.
Odată cu urcarea pe tron a lui Ioan Vodă cel Viteaz (februarie 1572), Ieremia Golia a fost numit pârcălab al Cetății Hotinului și a primit două moșii și mai multe averi. El a fost un om de încredere al domnului, luptând împreună în Bătălia de la Jiliște din 24 aprilie 1574, între oastea domnului Moldovei și armata pretendentului la tron, Petru Șchiopul, susținut de fratele său, domnul muntean, Alexandru al II-lea Mircea și de trupele otomane. În acea luptă, domnitorul i-a salvat viața viteazului boier, zdrobind cu buzduganul pe un inamic ce amenința să-l răpună.

## Vânzarea domnitorului și a Moldovei

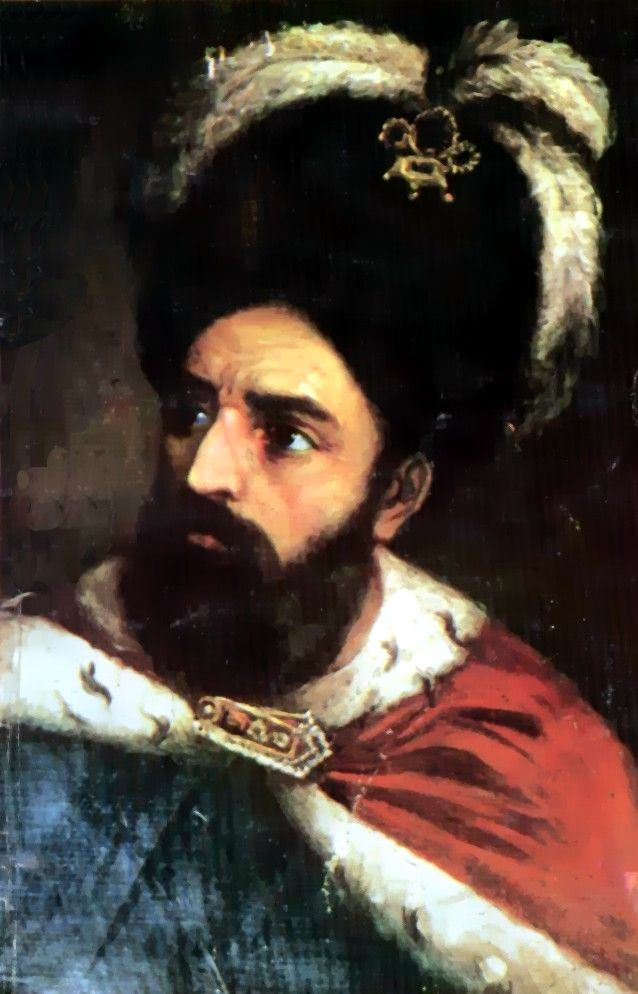
Domnitorul Ioan Vodă cel Viteaz, reprezentat într-o pictură a lui Gheorghe Panaiteanu-Bardasare (1816–1900).

Nemulțumit de pretențiile de independență ridicate de domnitorul Ioan Vodă cel Viteaz, de refuzul de a plăti tribut și de victoriile obținute de oastea moldovenească, sultanul trimite o armată turco-munteană pentru a intra în Moldova și a-l prinde pe rebel. În același timp, o ceată de tătari urma să treacă Nistrul și să atace dinspre est. 
Confruntat cu un pericol ce venea din mai multe părți, domnitorul l-a trimis pe omul său de încredere, pârcălabul Ieremia Golia, împreună cu o oaste de 13.000 de călăreți, pentru a bloca trecerea Dunării de către turci la vadul Oblucița (azi Isaccea), a întârzia deplasarea armatelor inamice și a culege informații despre numărul oștenilor.:p. 109 Înainte de plecare, Ioan îl pune pe pârcălab să jure pe cruce că nu va trăda. Ajuns acolo, Golia a poruncit tunarilor moldoveni să tragă în corăbiile turcești, producând derută în tabăra otomană.:p. 110
Cunoscând patima boierului moldovean pentru bani, pretendentul la tron Petru Șchiopul (fiul lui Mircea Ciobanul și a Doamnei Chiajna), aflat în tabăra turcească, a trimis 30.000 de galbeni lui Ieremia Golia, prin  intermediul boierului Albu.:p. 111 Ieremia a trecut în tabăra turcească, cu un ștergar alb în vârful suliței, și le-a dezvăluit beglerbegului Rumeliei și lui Petru Șchiopul planurile de atac ale oștii moldovenești, punând la punct un plan al trădării. Odată stabilit acel plan, Golia a poruncit oștenilor săi să se retragă.:p. 111 B.P. Hasdeu afirmă cu năduf că „pentru treizeci pungi cu aur, al doilea Juda, pârcălabul Ieremia Golia, vându o suvenire, un amic, o patrie, o religiune!”.
Cronicarul Grigore Ureche, boier, trece sub tăcere trădarea și menționează în letopisețul său varianta lui Ieremia Golia potrivit căreia oastea pârcălabului nu ar fi reușit să oprească înaintarea oștii turcești, fiind copleșită ca număr. „Iară Ion vodă, daca au înțeles, cu oastea sa, cu toată, s-au pornit și au supus oastea sa suptu Tighina și au trimis o samă de oaste cu Ieremiia pârcălabul de Hotin, ca să apere trecătoarea turcilor, să nu treacă Dunărea. Ci nevoie este a opri cei puțini pre cei mulți și cei slabi pre acei tari, că trecându întăi pușcile cu inicérii și cu pedestrimea, să apere vasile, aciiași și oastea toată au sosit. Văzându Ieremiia pârcălabul că nu-i poate opri, s-au întorsu și de sârgu au dat știre lui Ion vodă.”
Mult mai bine informat, cronicarul Nicolae Costin precizează clar trădarea pârcălabului Ieremia Golia: „Irimiia pârcălabul, mergând la Dunăre și vădzind în ceia parte atâta mulțime de turci, oștiți cu Pătru vodă, el s-au agiunsu pre taină cu Pătru vodă și au luat 30.000 galbeni de aur de la Pătru vodă, daru și s-au făcut că nu poate opri trecătoarea turcilor, pentru mulțimea de oști ce sintu; și întorcându-să Ieremiia pârcălabul de la Dunăre, au aflat pre Ion vodă supt Tighinea, bătând cetatea Tighinei, și-i spusă cum n-au putut opri atâta mulțime de oști”.:p. 278

## Trădarea
Revenit în tabăra moldovenească, Ieremia Golia îl anunță pe domnitor că a ajuns prea târziu pentru a opri trecerea Dunării de către turci și îl informează greșit că oastea otomană ar avea un efectiv de 10.000–15.000 de soldați:p. 112 și nu de 60.000 de oameni cum ar fi avut în realitate.:p. 115 Domnitorul este nevoit să-și schimbe planurile și se deplasează către Dunăre, stabilindu-și tabăra între lacurile Cahul și Ialpug. Cazacii lui Swierczewski nu-l cred însă pe Ieremia, dar Ioan Vodă își reafirmă încrederea în credința pârcălabului.:p. 279:p. 115
În Bătălia de la lacul Cahul (10 iunie 1574), oastea condusă de domnitor era încadrată de călăreții lui Ieremia Golia (în stânga) și de cazacii lui Swierczewski (în dreapta). Trimis în luptă cu 13.000 de călăreți, Ieremia Golia poruncește stegarului să lase steagul jos și se alătură turcilor împreună cu oastea sa. Astfel, în loc să lupte cu turcii, oastea condusă de Golia pornește la luptă împotriva oastei lui Ioan Vodă. Aflând cele petrecute, domnitorul poruncește propriilor oșteni să tragă cu tunurile în trădători, iar majoritatea acestora mor în luptă.:p. 118 Cronicarul Grigore Ureche omite iarăși trădarea lui Golia, afirmând ambiguu că „la începutul războiului zic că o samă de moldovéni să să fie închinat la turci și turcii i-au pus în frunte, de s-au oprit focul într-înșii, de au pierit cu totul”.
Un cronicar neutru, nobilul polonez Leonard Gorecki, scrie explicit într-o cronică din 1578 că „trădătorul Cernăuțianul, el cel dintâi, a purces asupra turcilor. Dar de abia se apropia de inamic, și în loc să înceapă bătaia, el, așa precum era înțeles cu turcii, a poruncit stegariului de a lăsat steagul în gios, și și-au luat pălăriile cu toții, ridicându-le în sus în sulițe și în săbii, și plecând capetele la turci. Văzând turcii această închinare de bună voie, și-aruncă sulițele în sus, poftindu-i să treacă la sine”. Această informație este preluată și de cronicarul moldovean Nicolae Costin.:p. 280
Copleșiți de turci și trădați de călăreții lui Ieremia Golia, oștenii lui Ioan Vodă se retrag împreună cu cazacii lui Swierczewski la Roșcani, unde se dau lupte crâncene în zilele următoare, iar domnitorul este nevoit să se predea la 14 iunie 1574 pentru a-și salva oștenii de la pieire. După patru ore de interogatoriu, el este înjunghiat și i se taie capul, iar restul corpului este rupt în bucăți de două cămile care sunt alungate în direcții opuse.:p. 130

## Prezența sa în literatură
Trădarea pârcălabului Ieremia Golia este menționată în romanele Șoimii și Nicoară Potcoavă ale lui Mihail Sadoveanu și în poezia „Golia ticălosul” a lui George Coșbuc.